# HD10671
HD10671 — хімічно пекулярна зоря спектрального класу A1, що має видиму зоряну величину в смузі V приблизно  7,9.
Вона  розташована на відстані близько 439,6 світлових років від Сонця.